# علال البطلة الفاسي
علال البطلة الفاسي (... - 961 هـ / ... - 1554 م) هو وزير السلطان السعدي محمد الشيخ و إليه تنسب نوبة الإستهلال التي تؤدى في طرب الآلة بالمغرب.

## تلحينه للنوبة
يقول الحاج إدريس بن جلون التويمي في كتابه التراث العربي المغربي في الموسيقى : «و في أيام الدولة السعدية أواخر القرن العاشر ظهرت نهضة جديدة فأخذ الفنانون يتنفسون الصعداء و يحسون ببشر الحرية و التشجيع فبرز عدد من الفنانين من جملتهم الحاج علال البطلة الفاسي وزير محمد الشيخ المتوفي سنة 961 هـ الذي استطاع أن يلحن على مقام الذيل نوبة كاملة أطلق عليها اسم استهلال الذيل، و يظهر من اختياره اسم استهلال أنه كان ينوي متابعة تلحين نوبات أخرى فاستهلها بهذه النوبة و الله أعلم. »

## نوبة الإستهلال
كما جاء في كتاب من وحي الرباب للحاج عبد الكريم الرايس، قال الفقيه محمد بن الحسين الحائك رحمه الله : « طبع الإستهلال خارج عن الشجرة و الغالب عليه أن يكون فرعا من الديل. و هو من الطبوع المجهولة » و الشائع أن الذي استخرجه هو الحاج علال البطلة بمدينة فاس . و ذلك في أيام السلطان السعدي أبي محمد عبد الله الغالب بن محمد الشيخ السعدي. و مقام طبع الاستهلال هو صوت «دو» و مما يستعمل فيه إنشادا (في الطويل)